# Oxypetalum glabrum
Oxypetalum glabrum é uma espécie de plantas da família das apocináceas. Esta espécie é endêmica do Brasil.

## Distribuição
Esta espécie é endêmica do Brasil, ocorre nos estados de Minas Gerais, Espírito Santo, Rio de Janeiro, São Paulo e Paraná.